# Radków
Artikeln handlar om staden nära Kłodzko i sydvästra Polen. För byn nära staden Włoszczowa i Święty Krzyż vojvodskap, se Radków, Święty Krzyż vojvodskap.
Radków, tyska: Wünschelburg, är en stad i sydvästra Polen, belägen i distriktet Powiat kłodzki i Nedre Schlesiens vojvodskap. Tätorten hade 2 472 invånare i juni 2014 och är centralort i en stads- och landskommun med totalt 9 313 invånare samma år.

## Sevärdheter
- S:ta Doroteakyrkan (Kościół Św. Doroty) uppfördes 1570–1580 och byggdes om i barockstil efter en brand 1738.
- S:t Andreaskyrkan (Kościół Św. Andrzeja) uppfördes 1905–1906 i nybarock- och jugendstil som stadens protestantiska kyrka. Sedan 1945 tillhör kyrkan en katolsk församling.
- Rådhuset från omkring 1550, utvidgat 1609–1628 och 1750 samt ombyggt 1852 och 1882–1885.
- Mariakolonnen på stora torget, rest efter pestepidemin 1680.
- Borgarhus i barock- och renässansstil vid stora torget.
- Rester av den medeltida stadsmuren.

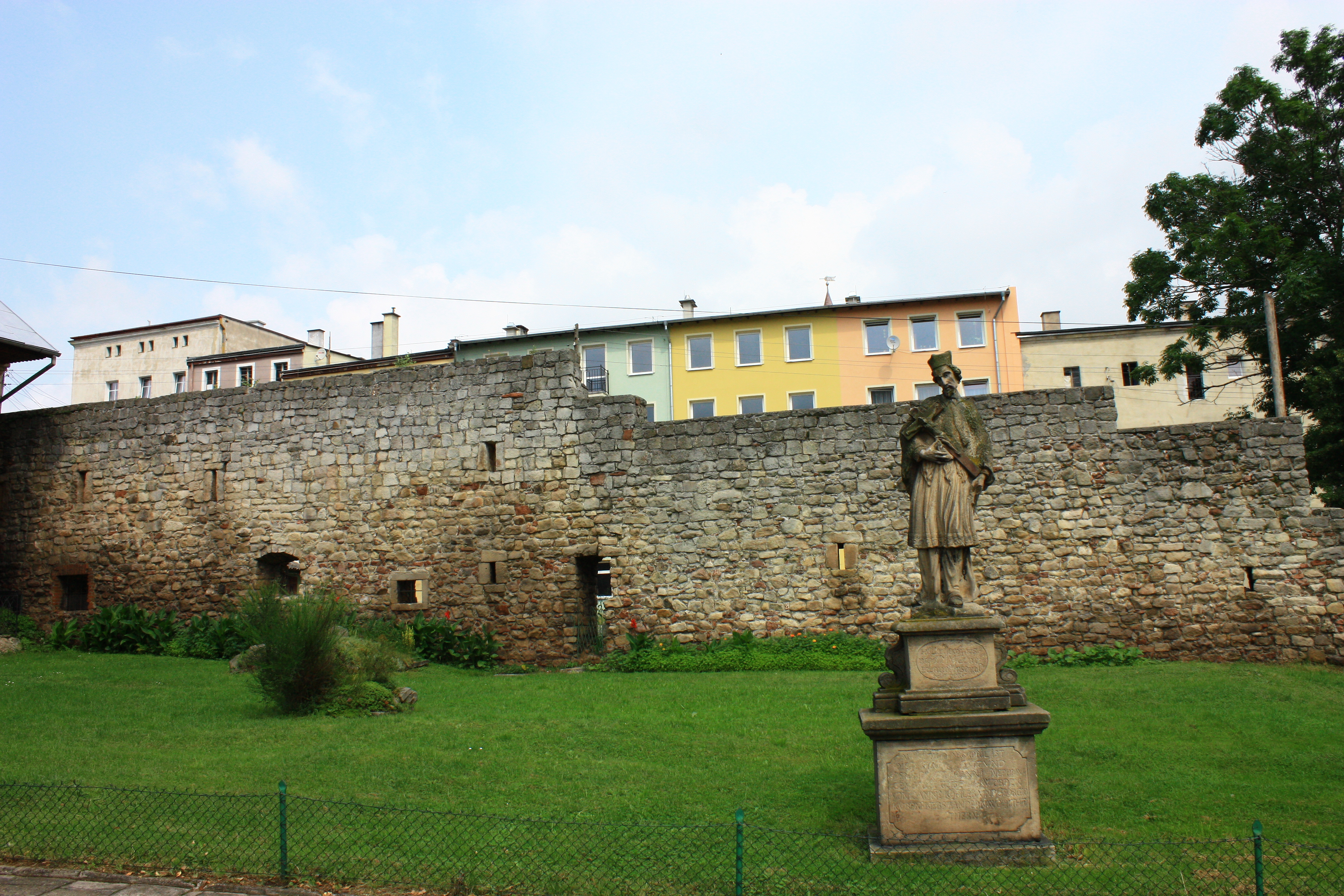
Stadsmuren
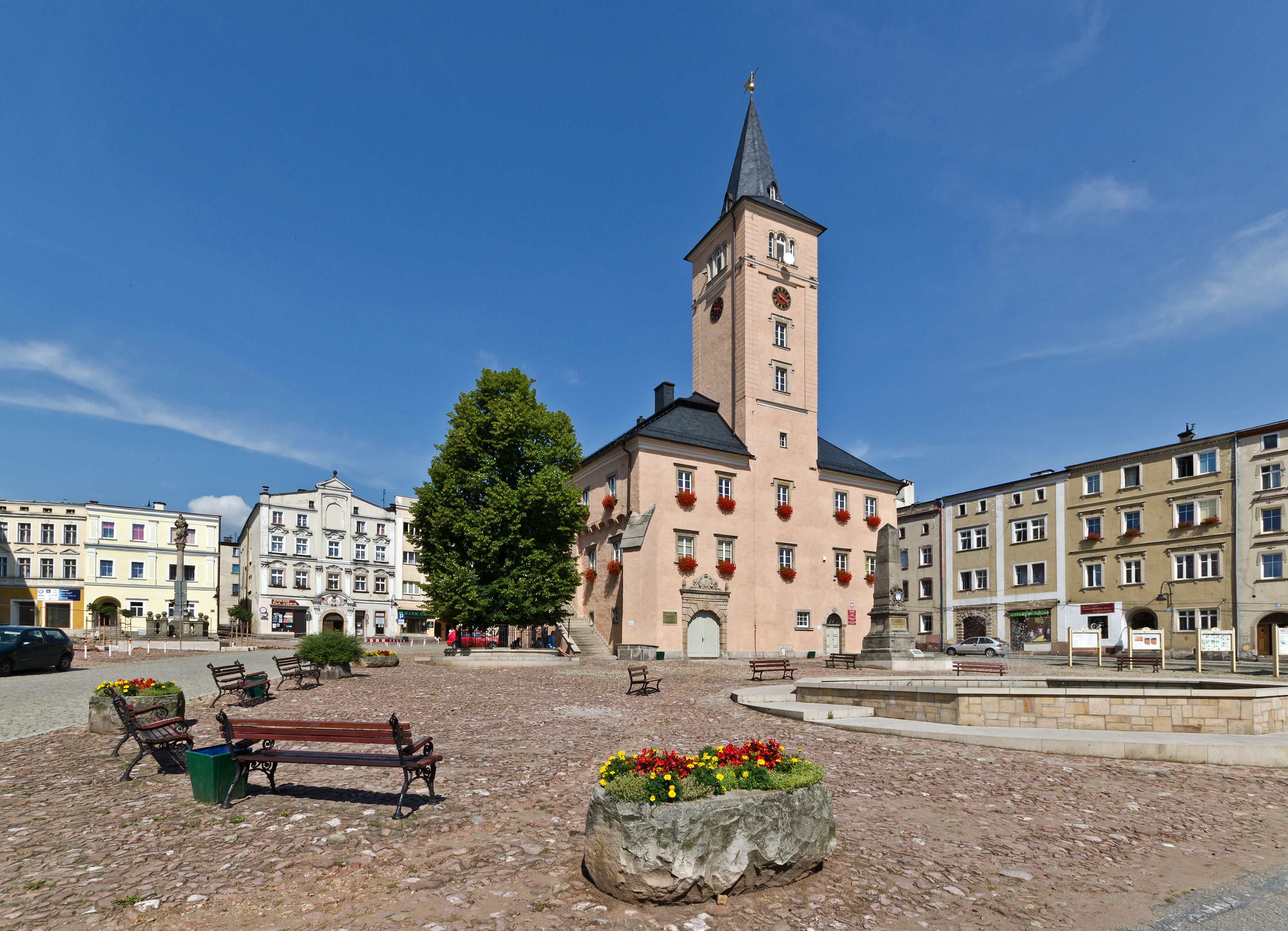
Stora torget och rådhuset.
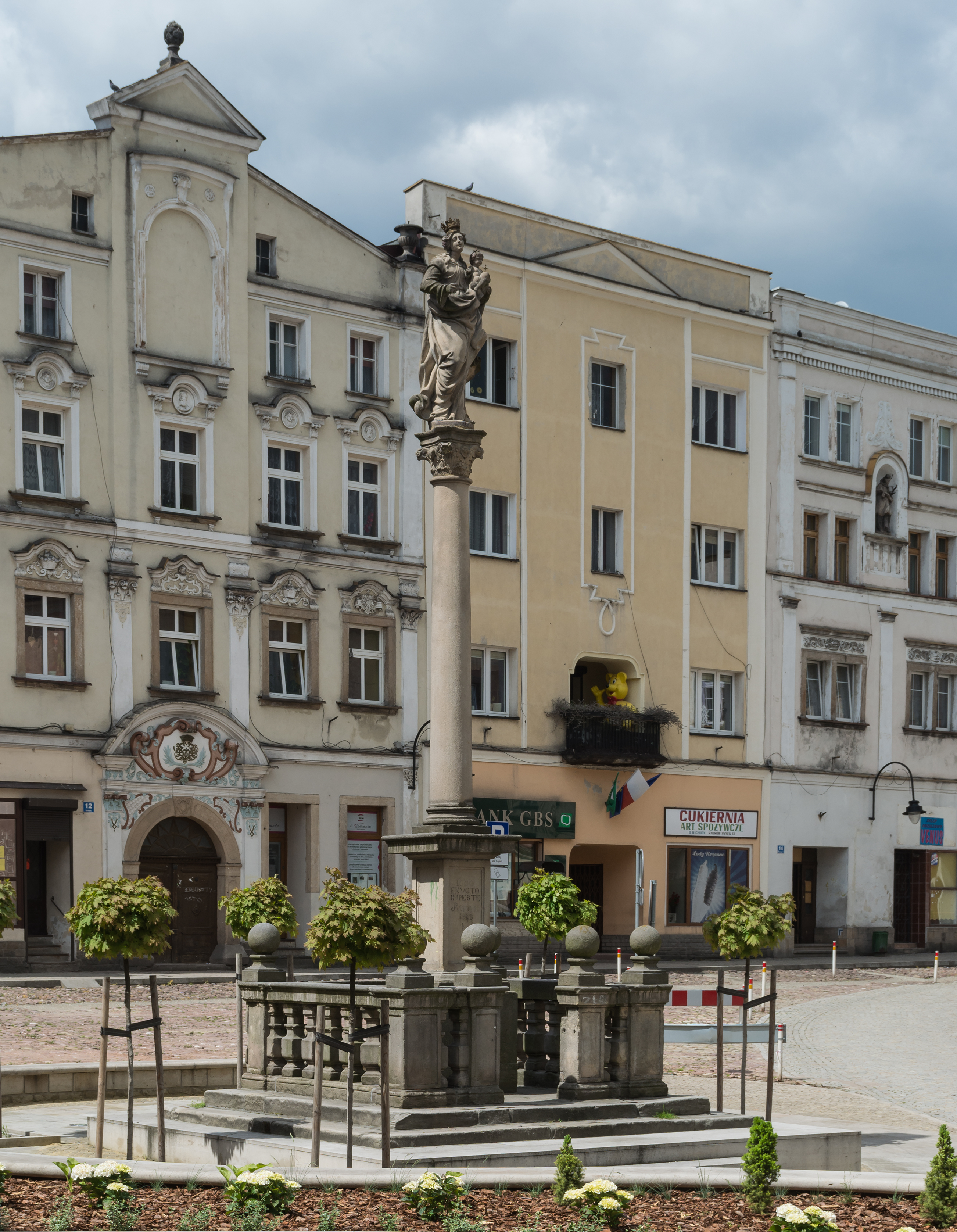
Mariakolonnen
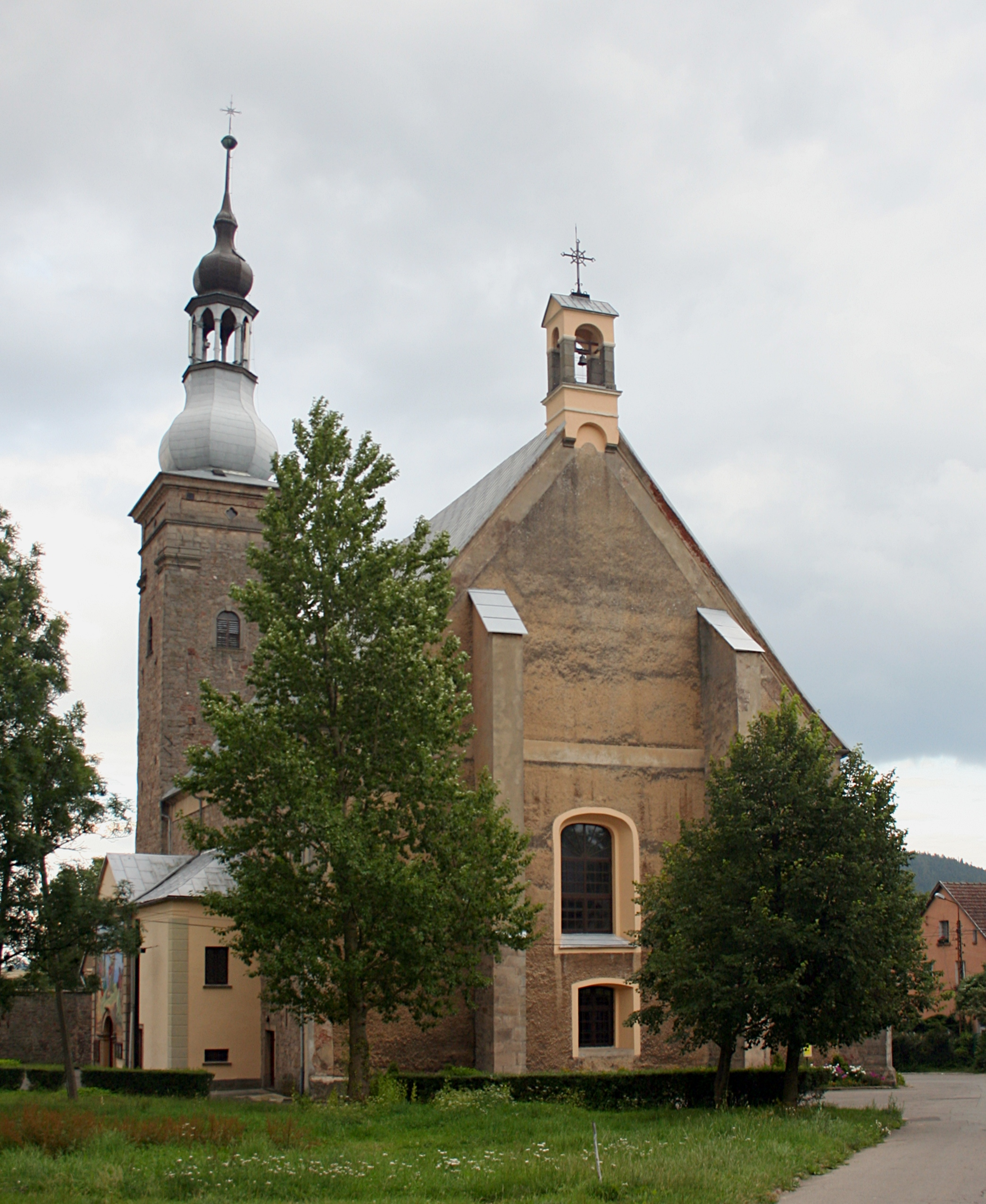
S:ta Doroteakyrkan